# 크리스티안 아비아티
크리스티안 아비아티(Christian Abbiati, 1977년 7월 8일 ~ )는 이탈리아 출신의 전 축구 선수이다. 포지션은 골키퍼였다.